# Pero minetraria
Pero minetraria là một loài bướm đêm trong họ Geometridae.